# Edwin Denby (Tänzer)
Edwin Orr Denby (* 4. Februar 1903 in Tientsin, China; † 12. Juli 1983 in Searsmont, Maine) war ein US-amerikanischer moderner Tänzer, Tanzkritiker, Dichter, Librettist und Filmschauspieler.

## Leben
Edwin Denby war einer der einflussreichsten amerikanischen Tanzkritiker seiner Zeit und ein namhafter Dichter. Er entstammte einer amerikanischen Diplomatenfamilie. Sein Großvater, Charles Harvey Denby I., arbeitete an der Botschaft der USA in China, und Edwins Vater, Charles Denby II. war ebenfalls Botschafter der USA. Er heiratete Martha Dalzell Orr. Bald nach Edwins Geburt zog die junge Familie über Shanghai nach Wien um, wo der Vater von 1905 bis 1915 als Generalkonsul der Vereinigten Staaten amtierte. 1916 folgte der Umzug nach Detroit, Michigan. Ein Jahr später wurde Edwin auf die Hotchkiss School in Connecticut geschickt. Hier tat er sich bereits durch eigene Dichtungen hervor. Das Studium in Harvard brach er hingegen nach zwei Versuchen ab und kehrte nach Europa zurück, wo er auf eine aufgeklärtere Einstellung gegenüber seinem Naturell hoffte.
Zunächst unterzog sich Edwin Denby in Wien einer Psychoanalyse gegen Depressionen bei Paul Federn, einem Kollegen Sigmund Freuds, der ihn unterstützte, sich 1925 in der Hellerau-Laxenburg Schule bei Wien für Rhythmische Gymnastik einzuschreiben. Denby schloss die dreijährige Ausbildung mit Erfolg ab. 1929 folgte er dem Ruf nach Deutschland zum Hessischen Landestheater in Darmstadt. Dort hatte die Ballettmeisterin Claire Eckstein, selbst eine Absolventin der Wigmanschule Dresden, eine heitere Ausprägung des modernen Ausdruckstanzes etabliert.
Mit der Machtübernahme der Nationalsozialisten durfte sich Edwin Denby seines Lebens in Deutschland nicht mehr sicher sein. Er verließ es gerade noch rechtzeitig 1934. Der erste Aufenthalt seiner Flucht war Basel. Auf der Suche nach jemandem, der ein Passbild von ihm aufnehmen könnte, traf Edwin Denby den Schweizer Fotografen und späteren Filmregisseur Rudy Burckhardt. 1935 zogen beide nach New York, West 21st Street in Chelsea. Orson Welles und John Houseman überredeten Edwin Denby, die Farce „Un Chapeau de Paille d’Italie“ von Eugène Labiche für das Theater zu bearbeiten. Das Stück erschien 1936 unter dem Titel „Horse Eats Hat“ als Works Progress Administration Federal Theater Production. Anschließend arbeitete er als Librettist für Aaron Coplands Oper The Second Hurrican, die 1937 unter der Regie von Orson Welles aufgeführt wurde. Daneben betätigte sich Denby als Lehrer für Gymnastik und Tanz. Seit 1936 veröffentlichte er Tanzkritiken, u. a. in der Zeitschrift Modern Music, und wurde mit der Zeit in New York ein gesuchter Kritiker für alle Formen des Tanzes. Gleichzeitig schrieb er Gedichte und trat von 1937 bis 1982 in 13 Filmen auf.
Am 12. Juli 1983 nahm sich Edwin Denby nach langer Krankheit und aus Furcht vor dem Verlust seiner mentalen Kraft im Sommerhaus in Searsmont (Maine), das er mit seinem Lebensgefährten Rudy Burckhardt bewohnte, mit einer Überdosis Schlaftabletten das Leben.

## Schriften (Auswahl)
- Über seelische Rückwirkungen der Gymnastik. In: Zeitschrift für psychoanalytische Pädagogik, Wien, III (7), April 1929, S. 222–228.
- In Public, In Private. Press of James A. Decker, Prairie City, Ill. 1948.
- Looking at the dance. Pellegrini & Cudahy, New York 1949. (Reprints 1968, 1973, 1978).
- Mediterranean Cities. Wittenborn, New York 1956.
- Dancers, Buildings, and People in the Streets. Horizon Press, New York 1965. (Reprints 1973, 1979).
- Snoring in New York. Angel Hair/Adventures in Poetry, New York 1974.
- Collected Poems. Full Court Press, New York 1975.
- Dance Writings. Ed. by Robert Cornfield and William Mackay. Alred A. Knopf, New York 1986.

## Würdigungen
- His writing on dancing was, from my first awareness of it, evocative and necessary. I asked him once why he wrote as he did. He answered, "It was to encourage people not familiar with dancing to look at it." We know how admirably he succeeded.Merce Cunningham[1]
- He's probably the most famous dance critic, or the most admired, that anybody knows about now. (...) Still later, at Frank O’Haras funeral, Edwin Denby referred to O'Hara as the greatest living poet. I rather like to think of Edwin in that way myself. Virgil Thomson[2]
- Edwin shouldn't be writing about Markova, Bill said. Markova should be dancing about Edwin. Elaine de Kooning[3]
- We are all aware of Edwin's remarkable perceptions. And there was something more in his reviews. Edwin tried to treat everyone specially, as if each were, as Martha Graham calls them, an Acrobat of God. You could feel his respect and consideration whether he wrote pro or con. It was more than tact and politeness – it was honor, for he felt each person special and singular. Jerome Robbins[4]